# Noël Ruffier
Pour les articles homonymes, voir Ruffier.
Noël Ruffier, né à Avignon (Vaucluse) le 19 novembre 1847 et mort au Chambon (Gard) le 2 décembre 1921, est un sculpteur français.

## Biographie
Noël Ruffier est l'élève de Charles Guilbert d'Anelle, puis est admis à l'École des beaux-arts de Paris dans l'atelier d'Auguste Dumont. Entre 1878 et 1896, il expose au Salon des artistes français où il obtient une mention honorable pour une statue en plâtre représentant Phryxus et la Toison d'or en 1883. 
Le 24 novembre 1863 il se marie à Paris avec Rose Claudine Grivolas née également en Avignon.
En 1887, pour le Prytanée national militaire de La Flèche, l'État lui commande deux bustes en marbre représentant Joseph Bara et Joseph Agricol Viala, héros légendaires de la Révolution. Il existe des répliques en plâtre de dimensions légèrement inférieures pour chacun de ces deux bustes au lycée Gabriel-Faure à Tournon-sur-Rhône,.
Il enseigne à Choisy-le-Roi (1881-1886) et à Boulogne-Billancourt (1886-1896). De 1896 à 1904, il dirige le service des travaux d'art de l'entreprise de fabrication de tuiles et briques Perrusson à Écuisses, en Bourgogne. Cette usine a été fermée, mais l'ancienne villa de direction, décorée de briques émaillées ou en terre cuite moulée, de tuiles émaillées ou en terre cuite moulée, de carreaux de céramique pour les sols, de cheminées en céramique de style Art nouveau, est propriété de la commune et a été inscrite aux monuments historiques. Au cours de cette dernière période, il réalise pour l'entreprise un dessin de couverture de catalogue, un médaillon et un buste du directeur Jean-Marie Perrusson, etc.
Il revient ensuite dans le Vaucluse où il remplace le professeur de dessin à l'école municipale des beaux-arts d'Avignon, parti au front lors de la Première Guerre mondiale. Après la fin du conflit, il réalise plusieurs monuments aux morts de la guerre. Il meurt alors qu'il réalise celui du Chambon (Gard); commune où il sera enterré.

## Œuvres

### Œuvres dans les collections publiques
Aux États-Unis
- Elmira (New York), Arnot Art Museum : Madame Sans Gêne, 1894, statuette en bronze[11].

En France
- Avignon, musée Calvet :
  - Joseph Bara, buste en marbre.
  - Agricol Viala, buste en marbre (et tirages en bronze).
- La Flèche, Prytanée national militaire :
  - Bara, buste en marbre ;
  - Viala (attribution), buste en marbre.
- Tournon-sur-Rhône, lycée Gabriel-Faure :
  - Bara, buste en plâtre ;
  - Viala, buste en plâtre.
- Vizille, musée de la Révolution française
  - Bara, buste en plâtre ;
  - Viala, buste en plâtre.

### Monuments aux morts
Après la Première Guerre mondiale, Noël Ruffier exécute de nombreux monuments aux morts :
- Concoules (Gard) ;
- Les Angles (Gard) ;
- Mazan (Vaucluse)[12] ;
- Mollégès (Bouches-du-Rhône)[13].